# پیتر ترنر (بازیکن فوتبال)
پیتر ترنر (انگلیسی: Peter Turner; ۱۸ دسامبر ۱۸۷۶ – ۸ فوریهٔ ۱۹۷۰) بازیکن فوتبال اهل بریتانیا بود.
از باشگاه‌هایی که در آن بازی کرده‌است می‌توان به باشگاه فوتبال آرسنال، باشگاه فوتبال میدلزبرو، باشگاه فوتبال دونکستر راورز، باشگاه فوتبال لوتون تاون، و باشگاه فوتبال واتفورد اشاره کرد.